# Ге-мол
Г-мол је молска лествица, чија је тоника тон ге, а као предзнаке има две снизилице.

## Варијантелествице
На слици испод се дају видети редом, природна, хармонска и мелодијска ге-мол лествица:
У хармонском молу седми тон при повишењу прелази из чистог еф у фис, а у мелодијском ге-молу шести тон бива повишен из ес у чисто е.

## Познатија класична дела у ге-молу
- Симфоније бр. 25 и бр. 40, Моцарт
- Гудачки квинтет у ге-молу, Моцарт
- Соната за виолончело, Шопен
- Соната за виолончело, Рахмањинов
- Соната бр. 1, Чајковски